# Lyndsay McIntosh
Lyndsay McIntosh (* 1955 in Glasgow) ist eine schottische Politikerin und ehemaliges Mitglied der Conservative Party.

## Politischer Werdegang
Bei den ersten Wahlen zum Schottischen Parlament 1999 kandidierte McIntosh für die Conservative Party im Wahlkreis Kilmarnock and Loudoun. Sie erlangte einen Stimmenanteil von 11,7 % und lag damit hinter Margaret Jamieson von der Labour Party und Alex Neil von der SNP auf dem dritten Platz. McIntosh stand jedoch auf dem ersten Rang der Regionalliste der Conservative Party für die Wahlregion Central Scotland und zog auf Grund des Wahlergebnisses in das neugeschaffene Schottische Parlament ein. Zu Ende der Legislaturperiode trat McIntosh aus der Conservative Party aus und schloss sich der neugegründeten Scottish People’s Alliance an. Für diese kandidierte sie bei den Parlamentswahlen 2003 ein weiteres Mal für Kilmarnock and Loudoun. Sie erhielt jedoch nur 1,2 % der Stimmen.